# Dorylaimida
Dorylaimida zijn een orde van rondwormen (Nematoda), met zowel soorten die in zee leven als die in zoetwater leven.

## Geschiedenis
De orde kwam voor het eerst aan de orde met de beschrijving van Dorylaimus stagnalis door Dujardin in 1845, en in 1876 stelde De Man de familie Dorylamidae voor. Vervolgens voegden Cobb vele andere geslachten toe aan deze familie. In 1927 voegde Filipjev de subfamilie Dorylaiminae toe, en in 1934 waren er vier subfamilies. Dat was voor Thorne aanleiding om de familie Dorylaimidae een niveau te verhogen tot de superfamilie Dorylaimoidea. In 1936 verhoogde Pearse dit nogmaals tot een suborde van Enoplida, en in 1942 stelde Pearse de huidige orde Dorylaimida voor. Er volgden nog vele herschikkingen.
Met de komst van moleculaire fylogenie is het waarschijnlijk noodzakelijk om de taxonomie van deze hele groep nogmaals tegen het licht te houden.

## Taxonomie
De volgende taxa worden bij de orde ingedeeld:
- Onderorde Dorylaimina Pearse, 1942
  - Superfamilie Dorylaimoidea de Man, 1876
    - Familie Actinolaimidae
    - Familie Aporcelaimidae
    - Familie Dorylaimidae
    - Familie Longidoridae
    - Familie Nordiidae
    - Familie Qudsianematidae

  - Superfamilie Belondiroidea Throne, 1939
    - Familie Belondiridae

  - Superfamilie Tylencholaimoidea Filipjev, 1934
    - Familie Aulolaimoididae
    - Familie Leptonchidae
    - Familie Mydonomidae
    - Familie Tylencholaimidae
- Onderorde Nygolaimina Thorne, 1935
  - Superfamilie Nygolaimoidea
    - Familie Aetholaimidae
    - Familie Nygellidae
    - Familie Nygolaimellidae
    - Familie Nygolaimidae
- Onderorde Campydorina Jairajpuri, 1983
  - Superfamilie Campydoroidea
    - Familie Campydoroidae